# Ключ 110
| 矛                     | 矛               | 矛               |
| ---------------------- | ---------------- | ---------------- |
| 109                    | 110              | 111              |
| Піньінь:               | máo              | máo              |
| Чжуїнь:                | ㄇㄠˊ            | ㄇㄠˊ            |
| Вейд-Джайлз:           | mao2             | mao2             |
| Ютпхін:                | maau4            | maau4            |
| Он:                    | ボウ, ム bou, mu | ボウ, ム bou, mu |
| Кун:                   | ほこ hoko        | ほこ hoko        |
| Кандзі:                | 矛偏 hokohen     | 矛偏 hokohen     |
| Хун:                   | 창 chang         | 창 chang         |
| Им:                    | 모 mo            | 모 mo            |
| Індекс у Вікісловнику: | 矛               | 矛               |

Ключ 110 — ієрогліфічний ключ, що означає спис і є одним із 23 (загалом існує 214) ключів Кансі, що складаються з п'яти рисок.
У Словнику Кансі 65 символів із 40 030 використовують цей ключ.

## Символи, що використовують ключ 110

Як писати ієрогліф.

| без додаткових | 矛    |
| 4 додаткові    | 矜    |
| 5 додаткових   | 矝    |
| 7 додаткових   | 矞 矟 |
| 8 додаткових   | 矠    |
| 20 додаткових  | 矡    |